# Fase 7
Fase 7 è un film argentino del 2010 diretto e scritto da Nicolás Goldbart.